# ミナンカバウ語版ウィキペディア
ミナンカバウ語版ウィキペディア（ミナンカバウごばんウィキペディア、ミナンカバウ語: Wikipedia baso Minang）は、ウィキメディア財団が運営する多言語百科事典プロジェクト「ウィキペディア」のミナンカバウ語版である。言語委員会に、2013年1月29日に承認され、2月7日に正式に始動した。7か月で、記事数は150,000にまで到達した。

## 特徴
ミナンカバウ語版ウィキペディアの「記事の深さ」は、全言語版ウィキペディアのなかで最小の0.002（2014年5月現在）。記事の深さとは、記事数や編集回数などをもとにした、活動規模を表す指標である。

## ロゴ
インドネシア語との類似性のために、ミナンカバウ語版ウィキペディアのロゴはインドネシア語版のものとほぼ同じである。